# Van Praettunnel
De Van Praettunnel is een tunnel in het noorden van het Brussels Hoofdstedelijk Gewest die de middenring rond Brussel onder het kruispunt met de Vilvoordselaan (N1) laat verlopen. De tunnel bevat één koker waarvan de helft per richting. De tunnel is 2x2 uitgevoerd.
Annie Cordytunnel · Baljuwtunnel · Belliardtunnel · Boileautunnel · Deltatunnel · Georges Henritunnel · Hallepoorttunnel · Jubelparktunnel ·Koninginnetunnel · Kortenbergtunnel · Kruidtuintunnel · Kunst-Wettunnel · Louizatunnel · Madoutunnel · Montgomerytunnel · Naamsepoorttunnel · NAVO-tunnel · Pachecotunnel · Reyerstunnel · Rogiertunnel · Stefaniatunnel · Tervurentunnel · Troontunnel · Van Praettunnel · Vleurgattunnel · Wettunnel · Woluwetunnel